# Miklós Fehér
Miklós Fehér (n. 20 iulie 1979, Tatabánya, Komárom-Esztergom, Ungaria – d. 25 ianuarie 2004, Guimarães, Ave⁠(d), Portugalia) a fost un fotbalist profesionist maghiar.
El și-a petrecut cea mai mare parte din cariera sa  în Portugalia, reprezentând patru cluburi și acumulând totaluri în Primeira Liga de 80 meciuri și 27 de goluri. A reprezentat Ungaria la nivel internațional.
1. ↑  Transfermarkt, accesat în 9 octombrie 2017
2. ↑  Miklós Fehér, FBref